# Stelling van het Hollandsch Diep en het Volkerak

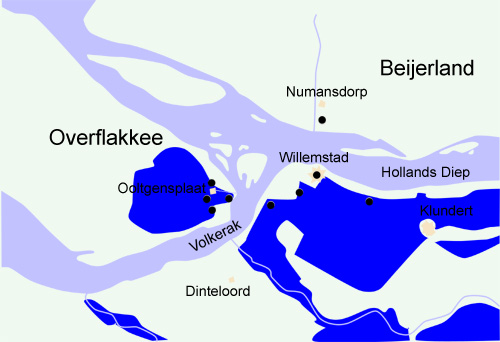
Stelling van het Hollandsch Diep en het Volkerak

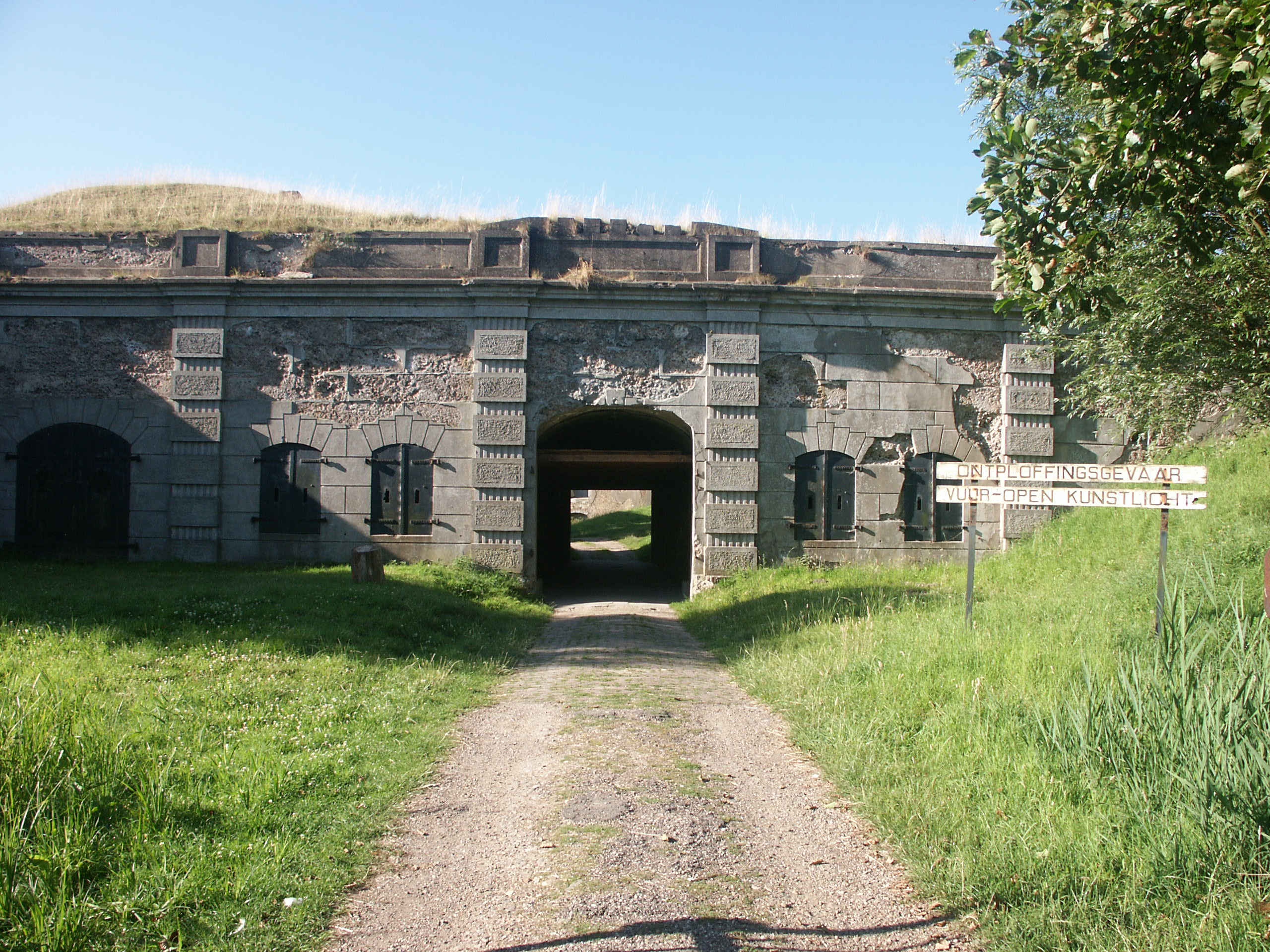
Voorgevel poortgebouw Fort Sabina Henrica

De Stelling van het Hollandsch Diep en het Volkerak, ook Stelling Willemstad genoemd,  bestond uit een aantal verdedigingswerken. De stelling is gelegen in het gebied waar het Hollands Diep, het Volkerak en het Haringvliet samenkomen. De Stelling diende om een aanval op het zuidelijke gedeelte van Holland te voorkomen. Daarnaast beschermde het de waterverbinding tussen Holland en Zeeland en kon het dienen als opvangstelling voor uit Brabant richting Holland terugtrekkende troepen. Een groot deel van deze Stelling is bewaard gebleven.
De werken liggen allemaal aan (of dicht aan) het Hollands Diep en het Volkerak. 

## Onderdelen
De stelling bestond uit de volgende onderdelen:
- Vestingplaats Willemstad van 1583;
- Vestingplaats Klundert;
- Fort de Hel (voorheen Fort Anna van 1748 en Fort l'Enfer van 1811 tot 1813);
- Fort Sabina Henrica in de Sabina Henrica polder (voorheen fort De Ruyter van 1810, ter verdediging van het Volkerak);[1]
- Fort Duquesne (van 1811, genoemd naar Duquesne, admiraal die in de Slag bij Agosta tegen De Ruyter vocht, die hierbij overleed in 1676), vanaf 1813 Fort Prins Frederik (broer van Willem I) bij Ooltgensplaat op Overflakkee;
- Fort Bovensluis van 1861 (voorheen fort Haaren);
- Fort Buitensluis te Numansdorp van 1793.

De stelling ontstond door de Vestingwet van 1874.